# Karl Binding
Karl Ludwig Lorenz Binding (født 4. juni 1841 i Frankfurt am Main, død 7. april 1920) var en tysk retslærd.
Binding studerede retsvidenskab og historie, blev 1864 privatdocent i Heidelberg, 1866 professor ordinarius i Basel, 1870 i Freiburg i. B., 1872 i Strassburg, 1873 i Leipzig. Bindings litterære debut var, påvirket som han var af lærere som Waitz og Curtius, ren historisk: Das Burgundisch-Romanische Königreich. I. Geschichte des Burgundisch-Romanischen Königreichs. Mit einer Beilage von Wilhelm Wackernagel (1868), men det blev stats- og særlig strafferetten, han viede sin ejendommelige, stærkt udprægede og originale forskning. Med en gennemtrængende skarpsindighed forbandt Binding en overordentlig kundskabsfylde; hans skrifter bærer helt igennem vidnesbyrd om et energisk og borende tankearbejde; i stil, polemik og metode hører Binding i sjælden grad til de forfattere, som har mod til at gå deres egne veje.
I sit berømte værk Die Normen und ihre Übertretung (I, 1872, 2. oplag 1890, II, 1877, 1. Halvdel, 2. oplag 1914) anstillede Binding dybtgående undersøgelser om retsbudet ('"normen") og dettes forhold til straffeloven. Den begåede forbrydelse krænker efter Binding ikke den lov, hvorefter der straffes, men den herfra fundamentalt forskellige retssætning "normen", det er: den rene, særlig ikke ved straffetruslen motiverede befaling. Bindings Normentheorie har vundet mange tilhængere (Bierling, Beling, Finger, Janka, Thon og andre), men er lige så heftig bekæmpet af andre, for eksempel af von Liszt, der orkaster den som formalistisk. Navnene Binding og von Liszt er i Tyskland de enhedsmærker, hvorunder henholdsvis den klassiske og sociologiske retning i strafferetsvidenskaben fylker sig.
Til det nævnte værk sluttede sig den stort anlagte Handbuch des Strafrechts, I (1885), der har udøvet megen indflydelse i Tysklands retsliv, Grundriss des Gemeinen Deutschen Strafrechts. Allgemeiner Teil (8. oplag 1913), Lehrbuch des Gemeinen deutschen Strafrechts. Besonderer Teil (I, 2. oplag 1902, II, 1. afdeling 2. oplag 1904, 2. afdeling 1905) og en mængde mindre skrifter og tidsskriftafhandlinger, for eksempel Kritik des Entwurfs zum Strafgesetzbuch für den Norddeutschen Bund (1870), Die Privilegien der Straflosigkeit (1885), Beiträge zur Lehre von der Konkurrenz der Strafgesetze (samme år), Die Ehre und ihre Verletzbarkeit (1. og 2. oplag 1892, nye oplag 1909), Der Zweikampf und das Gesetz (1905), Die Entstehung der offentlichen Strafe im germanisch-deutschen Recht (1909) og flere andre.
Af straffeprocessuelle arbejder kan nævnes: Grundriss des Deutschen Strafprocessrechts (5. oplag 1904). På statsrettens område har Binding blandt andet skrevet Die Gründung des Norddeutschen Bundes (festskrift til Windscheid, 1889), Der Versuch der Reichsgründung durch die Paulskirche in den Jahren 1848 und 1849 (sammesteds 1892), Die rechtliche Stellung des Kaisers im heutigen Deutschen Reiche (1898), Das Thronfolgerecht der Cognaten im Grossherzogtum Luxemburg (1900), Die Notwehr der Parlamente gegen ihre Mitglieder (1914), ligesom han udgav Deutsche Staatsgrundgesetze (1893 ff.).
Stor opsigt vakte Bindings angreb på lægmandsinstitutionen i strafferetsplejen i hans kampskrift Die drei Grundfragen der Organisation des Strafgerichts (1876), der på dansk blev bearbejdet af Lassen (Ugeskrift for Retsvæsen 1876 side 721 ff.) og imødegaaet af Goos (sammesteds side 1041 ff.). Under medvirkning af mænd som Mommsen, Brunner, Sohm, Wach, Glaser, Pappenheim og andre påbegyndte Binding 1883 udgivelsen af det imponerende værk Systematisches Handbuch der Deutschen Rechtswissenschaft. Til Theodor Mommsens posthume spørgebog Zum ältesten Strafrecht der Kulturvölker (1905) skrev Binding forordet. I sin egenskab af rector magnificus ved Leipzigs Universitets 500 års jubilæum 1909 udgav han Die Feier des 500-jährigen Bestehens der Universität Leipzig (1910).